# Estado de La Libertad

La Libertad en la República Federal de los Incas.

El Estado Litoral de La Libertad o Trujillo fue un proyecto de Estado Federal, conformado por el Departamento de La Libertad, dentro del proyecto unionista de los Estados Unidos Perú-Bolivianos que llegó a la etapa legislativa durante la Guerra del Pacífico, pero que no se logró concretar. Limitaría al norte con el Estado de Lambayeque, el Estado de Cajamarca y el Estado de Amazonas, al este con el Estado de Loreto, al sur con el Estado de Huánuco y el Estado de Áncash y al oeste con el Océano Pacífico. Contaría para 1880 con 147 541 habitantes y su capital sería Trujillo.

## Historia
El 11 de junio de 1880, pocos días después de la derrota en la batalla de Tacna, bajo los mandatos de Nicolás de Piérola y Narciso Campero, ambos gobiernos firmaron en Lima un protocolo sobre las bases preliminares de la unión federal, que preveían:

[...] para afianzar la independencia y la inviolabilidad, paz interior y seguridad exterior de los Estados comprendidos, así como para promover su prosperidad (punto I). Los departamentos de cada una de las dos repúblicas se erigirían en Estados autónomos, con instituciones y leyes propias. Se juntarían Tacna y Oruro, y Potosí y Tarapacá (punto II); y las regiones del Chaco y del Beni y de la montaña peruana formarían distritos federales. Los Estados serían iguales en derechos y tendrían una ciudadanía común (punto V); habría un gobierno nacional conformado por los tres poderes clásicos; y la conducción de la política exterior de la Unión correspondería al Poder Ejecutivo Federal. El Presidente de la Unión sería elegido en votación directa por los ciudadanos de los Estados

## División administrativa

Division administrativa del Estado de La Libertad

El Estado estaría dividido en 5 provincias
| Provincias del Estado de La Libertad | Provincias del Estado de La Libertad | Provincias del Estado de La Libertad |
| ------------------------------------ | ------------------------------------ | ------------------------------------ |
| Provincia                            | Capital                              | Habitantes                           |
| Pacasmayo                            | San Pedro de Lloc                    | 15768                                |
| Trujillo                             | Trujillo                             | 32306                                |
| Otuzco                               | Otuzco                               | 29804                                |
| Huamachuco                           | Huamachuco                           | 40068                                |
| Pataz                                | Parcoy                               | 29595                                |

## Reforma territorial

Reforma territorial para el Estado de La Libertad

Se tenía planeada una reforma territorial para casi todos los Estados de la Unión. En el caso del Estado de La Libertad se propuso que se le segregara la provincia de Pataz, para agregársela al Estado de Marañón (Amazonas), mientras que se le agregaba la provincia de Pallasca, perteneciente al Estado de Áncash.